# 上釜健宏
上釜 健宏（かみがま たけひろ、1958年1月12日 - ）は日本の技術者、実業家。TDK代表取締役社長や、同社代表取締役会長、オムロン取締役、ヤマハ発動機取締役などを歴任した。

## 人物・経歴
鹿児島県加世田市（現南さつま市）生まれ。鹿児島県立加世田高等学校を経て、1981年長崎大学工学部電気工学科卒業後、1年留年していたので家電トップメーカーは無理だと考え、東京電気化学工業（現TDK）入社。2001年記録デバイス事業本部技術戦略部長。2002年執行役員。2003年常務執行役員。2004年取締役専務執行役員。
2006年からTDK代表取締役社長を務め、M&Aにより自動車向け事業等の強化をはかり、また生産拠点の統廃合など構造改革を進めた。2016年代表取締役会長。2017年オムロン取締役。2018年ヤマハ発動機取締役。同年TDK代表取締役会長を退き、同社ミッションエグゼクティブとなった。